# Пирс (лунный кратер)
Кратер Пирс (лат. Peirce) — небольшой молодой ударный кратер в западной части Моря Кризисов на видимой стороне Луны. Название присвоено в честь американского астронома и математика Бенджамина Пирса (1809—1880) и утверждено Международным астрономическим союзом в 1935 г. Образование кратера относится к эратосфенскому периоду.

## Описание кратера

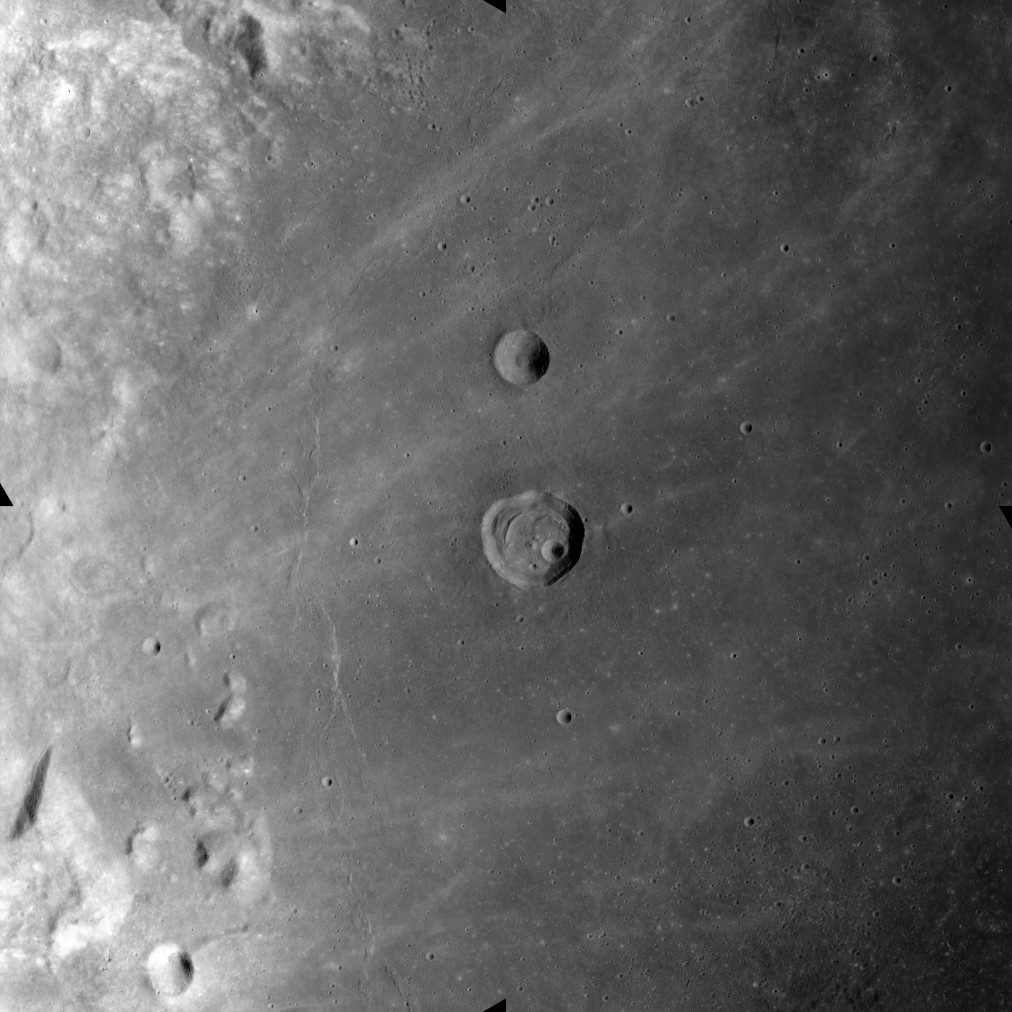
Снимок с борта Аполлона-17, кратер Пирс в центре снимка, над ним кратер Свифт.

Ближайшими соседями кратера являются кратер Фредгольм на западе; кратер Тиссеран на северо-западе; кратер Свифт на севере; кратер Эккерт на востоке; кратер Пикар на юге-юго-востоке; кратер Йеркс на юге-юго-западе и кратер Прокл на западе-юго-западе. На западе от кратера Пирс расположена гряда Оппеля. 
Селенографические координаты центра кратера 18°16′ с. ш. 53°21′ в. д. / 18,26° с. ш. 53,35° в. д., диаметр 18,9 км, глубина 2160 м.
Кратер Пирс имеет полигональную форму и умеренно разрушен. Вал с четко очерченной кромкой, внутренний склон вала с высоким альбедо, гладкий, со следами обрушения у подножия. Высота вала над окружающей местностью достигает 750 м. Дно чаши пересеченное, в юго-восточной части чаши находится маленький кратер, в северо-западной небольшой хребет концентричный по отношению к валу. В центре чаши расположен небольшой конический холм.

## Сателлитные кратеры
| Пирс | Координаты                                            | Диаметр, км |
| ---- | ----------------------------------------------------- | ----------- |
| C    | 18°45′ с. ш. 49°53′ в. д. / 18,75° с. ш. 49,89° в. д. | 19,8        |

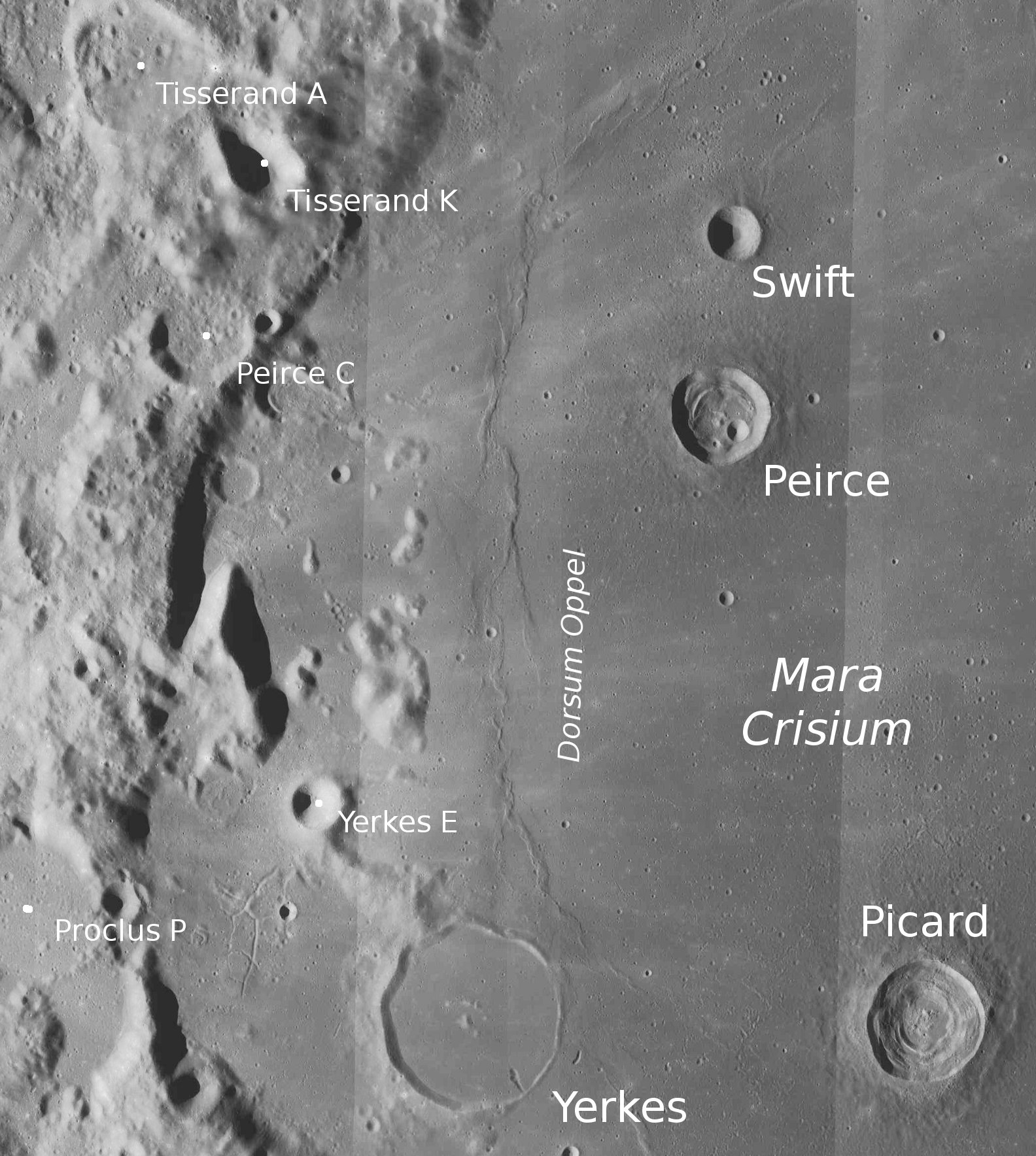
Снимок зонда Lunar Reconnaissance Orbiter.

- Сателлитный кратер Пирс B в 1976 г. переименован Международным астрономическим союзом в кратер Свифт.

## См.также
- Список кратеров на Луне
- Лунный кратер
- Морфологический каталог кратеров Луны
- Планетная номенклатура
- Селенография
- Минералогия Луны
- Геология Луны
- Поздняя тяжёлая бомбардировка